# Орнек (Жамбылский район)
Орне́к (каз. Өрнек) — село в Жамбылском районе Жамбылской области Казахстана, административный центр Орнекского сельского округа. Код КАТО — 314049100.

## География
Село расположено в северо-западной части Жамбылского района, в 25 километрах к северо-западу от районного центра села Аса, в 36 километрах к северо-западу от областного центра города Тараз. Ближайшая железнодорожная станция Жума — расположена в восточных границах села. Соседние населённые пункты: Жума в восточных границах села, Тогызтарау 6 километрах к западу, Ерназар в 6 километрах к северу. Транспортное сообщение осуществляется автодорогой «Аса — Каратау». Высота центра населённого пункта — 686 метров над уровнем моря.

## Население
| Численность населения | Численность населения | Численность населения |
| 1989                  | 1999                  | 2009                  |
| --------------------- | --------------------- | --------------------- |
| 2847                  | ↘2792                 | ↘2232                 |